# Vildt blod
Vildt blod (originaltitel Rebel Without a Cause), er en amerikansk film fra 1955, der skildrer amerikanske middelklasse teenagere. Filmens mandlige hovedrolle blev spillet af den da 24-årige James Dean, der samme år havde opnået sit store gennembrud med filmen Øst for paradis. James Dean døde inden filmens udgivelse, hvilket i høj grad var med til at sikre filmen opmærksomhed allerede fra udgivelsen. Filmen blev i 1990 inkluderet i det Amerikanske Nationalbiblioteks afdeling for film, National Film Registry, for at have "kulturel, historisk og æstetisk betydning". 

## Handling
Jim (spillet af James Dean) gør sit bedste for at klare presset som han møder som elev på en ny skole, adskilt fra andre teenagere, som er med i den eftertragtede gruppe på Dawson High School. Hans far, som Jim søger støtte og hjælp fra, er en venlig, men svag, faderfigur, der domineres af Jims mor, som i stedet forsøger at få familien til at flytte til en ny by for at slippe for familiens mange problemer. Efter at Jim tvinges ind i en farlig konkurrence "Chicken race" med den barske Buzz, er Jim pludselig i konflikt med ordensmagten og Buzz' venner. Han finder dog støtte og forståelse hos den 13-årige dreng Plato, der ser Jim som en slags faderfigur, og Judy (spillet af Natalie Wood), der er en flot, men forvirret pige, der også savner kærlighed fra sine forældre. Jim og Judy finder sammen til sidst. 

## Medvirkende (i uddrag)
- James Dean – Jim Stark
- Natalie Wood – Judy
- Sal Mineo – John 'Plato' Crawford
- Jim Backus – Frank Stark
- Ann Doran – Mrs. Carol Stark
- Corey Allen – Buzz Gunderson
- William Hopper – Judy's Far
- Rochelle Hudson – Judy's Mor
- Dennis Hopper – Goon
- Edward Platt – Ray Fremick
- Marietta Canty – Crawford family maid

## Priser og nomineringer
Natalie Wood blev nomineret til en Oscar for bedste kvindelige hovedrolle og Sal Mineo blev nomineret til en Oscar for bedste mandlige birolle, men ingen af de to blev tildelt prisen. James Dean blev ikke nomineret til en Oscar for sin hovedrolle i filmen, men blev dog tildelt en BAFTA Award for hovedrollen.

## Eksterne links
- Wikimedia Commons har flere filer relateret til Vildt blod

- Vildt blod på Internet Movie Database (engelsk)
- Vildt blod på Filmdatabasen
- Vildt blod på Scope
- Vildt blod i Svensk Filmdatabas (svensk)
- Vildt blod på AlloCiné (fransk)
- Vildt blod på MovieMeter (nederlandsk)
- Vildt blod på AllMovie (engelsk)
- Vildt blod hos American Film Institute (engelsk)
- Vildt blod hos British Film Institute (engelsk)
- Vildt blods profil hos Encyclopædia Britannica Online (engelsk)